# Ambohipo
Ambohipo is een plaats en commune in het centrum van Madagaskar, behorend tot het district Manandriana, dat gelegen is in de regio Amoron'i Mania. Tijdens een volkstelling in 2001 telde de plaats 4.458 inwoners.
De plaats biedt naast lager onderwijs ook middelbaar onderwijs aan. 49,75 % van de bevolking werkt als landbouwer en 49,75 % houdt zich bezig met veeteelt. De belangrijkste landbouwproducten zijn maniok en bonen; andere belangrijke producten zijn pinda's, mais en rijst. Verder is 0,5% actief in de dienstensector.